# Giuseppina Finzi-Magrini
Giuseppina Finzi-Magrini, née à Turin en 1878 et morte à Desio en 1944, est une soprano italienne.

## Biographie
Giuseppina Finzi-Magrini fait ses débuts en 1896 en tant qu'Oscar dans Un ballo in maschera. Elle est remarquée pour son style sobre. À sa retraite, elle se tourne vers l'enseignement. Parmi ses élèves figure le baryton danois Frantz Rabinowitz (1918-1948).
En 1943, lorsque l'Italie passe sous occupation nazie et que les Juifs sont persécutés, Giuseppina Finzi-Magrini, qui est juive, parvient à se cacher sous un faux nom. En 1944, l'un de ses neveux est déporté dans un camp de concentration, ce qui provoque une crise cardiaque qui la laisse aphasique et paralysée. Elle meurt six semaines plus tard, des suites de ses blessures dues à un raid américain sur Desio.
Elle est la tante du compositeur Aldo Finzi.

## Enregistrements
Rigoletto : Deh non parlare (avec Titta Ruffo).

## Dans la fiction
Giuseppina Finzi-Magrini est souvent mentionnée dans le roman d'André Maurois, Les Silences du colonel Bramble (1918). Elle est la cantatrice préférée de Bramble, qui l'écoute chanter sur son gramophone, au mess des officiers britanniques, tout au long de la Première Guerre mondiale.
Elle appartient à la famille des Finzi-Magrini, originaire de Ferrare, dont s'est inspiré Giorgio Bassani pour son roman Le Jardin des Finzi-Contini (1962).